# Чемпионат Казахстана по футболу среди женщин 2009
Чемпионат Казахстана по футболу среди женщин 2009 года —  турнир, в котором приняли участие 7 женских клубов Казахстана. Алма-атинский СДЮСШОР № 2 стал чемпионом этого года. Часть игроков СДЮСШОР № 2 составляли основу расформированного Алма-КТЖ. 
Футбольный клуб «Алма-КТЖ» был выкуплен шымкентским бизнесменом, и переименован в «Алма-КТЖ-БИИК». Первый год представлял город Алматы, чтобы участвовать в турнире Лиги Чемпионов. Через год поменяла место локации на Шымкент, и переименовано БИИК-Казыгурт.

## Итоговая таблица
| М | Команда                        | И  | В  | Н | П  | Мячи     | ±    | О  | Примечания |
| - | ------------------------------ | -- | -- | - | -- | -------- | ---- | -- | ---------- |
| 1 | СДЮСШОР № 2 (Алматы)           | 24 | 19 | 2 | 3  | 107 − 19 | +88  | 59 |            |
| 2 | Жерим-КУ (Кокшетау)            | 24 | 17 | 2 | 5  | 77 − 16  | +61  | 53 |            |
| 3 | Алма-КТЖ-БИИК (Алматы)         | 24 | 16 | 3 | 5  | 82 − 22  | +60  | 51 |            |
| 4 | Шахтёр-КарГУ (Караганда)       | 24 | 12 | 4 | 8  | 47 − 36  | +11  | 40 |            |
| 5 | СДЮШОР № 8 (Астана)            | 24 | 10 | 1 | 13 | 38 − 46  | −8   | 31 |            |
| 6 | Восток-ВКГУ (Усть-Каменогорск) | 24 | 4  | 0 | 20 | 19 − 116 | −97  | 12 |            |
| 7 | Кызылжар (Петропавловск)       | 24 | 0  | 0 | 24 | 4 − 119  | −115 | 0  |            |

И — игры, В — выигрыши, Н — ничьи, П — проигрыши, Мячи — забитые и пропущенные голы, ± — разница голов, О — очки

## Лучшие Игроки
Лучшая вратарь — Оксана Железняк («СДЮСШОР № 2»)
Лучшая защитница — Бегаим Киргизбаева («Алма-КТЖ-БИИК»)
Лучшая полузащитница — Мадина Жанатаева («Жерим-КУ»)
Лучшая нападающия и бомбардир — Мария Ялова («СДЮСШОР № 2»)
Лучшая игрок — Айгерим Айтымова («СДЮШОР № 8»)